# Tisamenus cervicornis
Tisamenus cervicornis är en insektsart som beskrevs av Bolivar 1890. Tisamenus cervicornis ingår i släktet Tisamenus och familjen Heteropterygidae. Inga underarter finns listade i Catalogue of Life.